# Trauermusik
Ne pas confondre avec Köthener Trauermusik et Maurerische Trauermusik.
Trauermusik (« musique funèbre ») est une suite pour alto et orchestre, écrite le 21 janvier 1936 par Paul Hindemith à la mémoire du roi George V du Royaume-Uni, mort durant la nuit précédente.

## Contexte
Le 19 janvier 1936, Paul Hindemith fait un voyage à Londres dans l'intention de faire la première anglaise de son concerto pour alto Der Schwanendreher, avec Adrian Boult et l'orchestre symphonique de la BBC au Queen's Hall, le 22 janvier.
Le 20 janvier, un peu avant minuit, le roi George V décède. Le jour suivant, Hindemith s'installe dans un bureau de la BBC et écrit en quelques heures sa Trauermusik en hommage au roi défunt. L'œuvre est joué dès la soirée au cours d'un concert radiodiffusé avec le compositeur comme soliste, sous la direction d'Adrian Boult. La création anglaise de son Schwanendreher a été, de facto, annulé.

## L'œuvre
Trauermusik consiste en quatre courts mouvements dont la durée totale est d'un peu moins de dix minutes. Le premier est intitulé Langsam. Le deuxième, Ruhig bewegt, dure moins d'une minute et le troisième à peine plus long. Le dernier mouvement est au cœur de la partition, citant le choral "Vor deinen Thron Tret ich hiermit" ("ici, je me met debout près du trône"), déjà mis en musique par Johann Sebastian Bach. La partition contient également des citations d'autres pièces d'Hindemith, Mathis le peintre et le Der Schwanendreher.
Le philanthrope suisse et directeur musical Werner Reinhart, à qui Hindemith a dédicacé son quintette pour clarinette et cordes en ré majeur en 1923, dira plus tard à Gertrud, femme d'Hindemith "Il y avait quelque chose de mozartien" à propos de la composition du Trauermusik en moins d'une demi journée avec la création le soir même : "Je ne connais aucune personne capable d'une telle performance", dit-il.